# Jacksonville (Arkansas)
Jacksonville è un centro abitato (city) degli Stati Uniti d'America, situato nella contea di Pulaski dello Stato dell'Arkansas. Nel 2009 la popolazione era di 31.650 abitanti.

## Geografia fisica
Secondo i rilevamenti dello United States Census Bureau, Jacksonville si estende su una superficie di 26,55 km².

## Storia
Il nome della città deriva da Nicholas Jackson, un proprietario terriero che contribuì alla costruzione della Cairo & Fulton Railroad nel 1870. Inizialmente Jacksonville era costituita da una stazione ferroviaria e poche case, ma negli anni successivi si ingrandì notevolmente.